# Barbara Eck
Barbara Eck (* 6. Mai 1968 in Wagna) ist eine ehemalige österreichische Judoka. Sie den 4. Dan.

## Karriere
Die 1,61 m große Eck kämpfte für den Judoclub ASKÖ Graz. Bis 1987 kämpfte sie im Superleichtgewicht, der Gewichtsklasse bis 48 Kilogramm. 1985 gewann sie in dieser Gewichtsklasse ihren ersten Landesmeistertitel. 1986 belegte sie mit der österreichischen Mannschaft den dritten Platz bei der Mannschaftseuropameisterschaft. 1989 war Eck österreichische Meisterin im Halbleichtgewicht, der Gewichtsklasse bis 52 Kilogramm. Ende 1989 wechselte sie dann ins Leichtgewicht, die Gewichtsklasse bis 56 Kilogramm. In dieser Gewichtsklasse gewann sie insgesamt vier Landesmeistertitel: 1990, 1991, 1992 und 1994. Im Februar 1992 gelang ihr bei den World Masters in München ihr einziger Weltcupsieg. Drei Monate später belegte sie den siebten Platz bei den Europameisterschaften 1992 in Paris. Bei der olympischen Premiere des Frauenjudo im Rahmen der Olympischen Spiele 1992 in Barcelona bezwang sie nach 2:05 Minuten die Deutsche Gudrun Hausch, in ihrem zweiten Kampf unterlag sie der Britin Nicola Fairbrother mit einer Koka-Wertung. In der Hoffnungsrunde schied sie im ersten Kampf gegen die Französin Catherine Arnaud durch Schiedsrichterentscheid aus.
Später leitete sie die Judosektion beim Verein für Gesundheit, Sport und Freizeitgestaltung.

## Erfolge
- 1. Rang World Masters München 1992 bis 56 kg
- 2. Rang ASKÖ World Tournament Leonding 1994 bis 56 kg
- 2. Rang German Open Essen 1987 bis 48 kg
- 2. Rang Polish Open Warschau 1986 bis 48 kg
- 3. Rang ASKÖ World Tournament Leonding 1992 bis 56 kg
- 3. Rang A-Tournament Sofia 'Liberation' 1992 bis 56 kg
- 3. Rang A-Tournament Sofia 'Liberation' 1991 bis 56 kg
- 3. Rang ASKÖ World Tournament Leonding 1990 bis 56 kg
- 3. Rang British Open London 1990 bis 56 kg
- 3. Rang Swiss International Basel  1989 bis 56 kg
- 3. Rang Mannschaftseuropameisterschaft Novi Sad 1986 bis 48 kg
- 3. Rang Weltmeisterschaften der Studierenden São Paulo 1986 bis 48 kg[7]